# 拉弗林要塞
拉弗林要塞（Tvrđava Revelin）位于杜布罗夫尼克城墙的东北部。16世纪，雷夫林要塞成为强大的城市要塞，保卫着通往城市的东部陆地通道，是拉古萨共和国防御奥斯曼帝国的前线。

## 历史
此处修建防御工事的第一次记载是在1449年。1462年，面临土耳其的威胁，以及波斯尼亚被土耳其征服，开始在城市的东部修建一座独立的要塞，为通往东部普洛切门的陆地通道提供进一步保护。今天要塞的外观是由贝加莫的安东尼亚·费拉莫利纳（Antonia Ferramolina）设计，于1538年12月30日由议会接受。这是一个独立的巨大堡垒，不规则四边形，东北角的尖角组成。施工于次年开始，1551年竣工。在修建要塞时，规定每个来到杜布罗夫尼克的人都必须随身携带一块适合捐赠者身体的石头。
拉弗林的名字来源于军事建筑中的一个术语rivelino，指的是在城门对面建造的工程，以便更好地保护免受敌人的攻击。威尼斯人袭击的危险在第一神圣同盟时期突然增加，必须加强城市防御工事的这个薄弱点。议会聘请了一位经验丰富的堡垒建造者、共和国值得信赖的朋友、西班牙海军上将安东尼奥·费拉莫利诺（Antonio Ferramolino）。1538年，参议院批准了他绘制的更加坚固的新要塞。建造这座堡垒花了11年时间，在此期间，为了尽快完成这座堡垒，该市所有其他建筑工程都全部停止。
要塞的形状是一个不规则的四边形，一边面临大海，另一边有一条深沟保护。一座桥穿过保护沟并将其连接到普洛什门，另一座桥将其连接到东郊。建筑工程进行得非常完美，以至于1667年毁灭性的地震没有破坏拉弗林要塞。拉弗林要塞内部分为三个大型拱形房间，曾经成为共和国的行政中心。